# Liu Jingsheng
Liu Jingsheng (chinesisch 劉京生 / 刘京生, Pinyin Liú Jīngshēng; * 5. Januar 1954 in Peking) ist ein chinesischer Dissident, Journalist und Gewerkschafter.
Er war Mitherausgeber der demokratischen Untergrundzeitung Tansuo, die er in den späten 1970er Jahren mit Wei Jingsheng gründete. Seit 1978 engagierte er sich in der Bewegung Mauer der Demokratie.
Nachdem er nach der Unterdrückung des Pekinger Frühlings schon einmal inhaftiert gewesen war, wurde er am 28. Mai 1992 wiederum festgenommen. Erst 1994 kam es in Peking vor dem mittleren Volksgericht zur Verhandlung. Er wurde der „konterrevolutionären Agitation und Propaganda“ sowie der „Gründung und Leitung einer konterrevolutionären Vereinigung“ für schuldig befunden und zu 15 Jahren Haft verurteilt.
1998 wurde Liu mit dem PEN/Barbara Goldsmith Freedom to Write Award ausgezeichnet.
Am 27. November 2004 wurde Liu wegen guter Führung, wie es nach eigenem Bekunden heißt, nach zwölfjähriger Haft entlassen. Seine politischen Rechte blieben nach der Haftentlassung jedoch für weitere vier Jahre eingeschränkt, so darf er z. B. keinen Kontakt zu ausländischen Journalisten haben. Nach seiner Freilassung nahm er seine Tätigkeit als Busfahrer wieder auf.
Die Menschenrechtsorganisation Human Rights in China (HRIC) berichtete, dass Liu Jingsheng an Bluthochdruck, einer Darmkrankheit und unter Herzproblemen leide, eine medizinische Behandlung außerhalb des Gefängnisses sei wiederholt abgelehnt worden. Wegen mangelnder Zusammenarbeit sei er 104 Tage lang an Händen und Füßen gefesselt worden.